# Orgue del Convent de Sant Vicenç Ferrer
L'orgue del Convent de Sant Vicenç Ferrer es troba a l'església del Convent de Sant Vicenç Ferrer de Manacor, fundat l'any 1576. Com es pot apreciar a la imatge, està decorat amb pintures de diversos instruments de corda i de vent.

## Història
La proposta de construir un orgue per al convent de l'ordre de Predicadors es va fer el 14 d'agost de 1600, a la universitat de Manacor. No se sap qui va ser el mestre orguener, tot i que alguns detalls evidencien que el moble ha canviat poc des de principis del segle xvii. Es va proposar el nom de Jordi Bosch, però fou una confusió. És possible que li afegís la llengüeteria de batalla durant la seva estada a Mallorca (entre 1758 i 1771), com ho va fer en altres indrets de l'illa, però falta documentació al respecte. La caixa plana aragonesa de l'orgue major és anterior a la tercera dècada del segle xviii, quan els Navarro van introduir la caixa barroca de tres cares que més tard seria adoptada pels Bosch. L'element clau és la cadireta a quatre castells, que ens porta a una època anterior a la família d'orgueners Caymari, és a dir, a la primera meitat del segle xvii.
L'any 1602 l'orguener català establert a Mallorca Pau Estada va reparar l'orgue. Diversos factors, com son la proximitat de la data d'aquesta reparació i la de la construcció de l'orgue, així com les soldadures dels canons de la façana de la cadireta i el refractant utilitzat, fan pensar als estudiosos que aquest fou l'autor de l'instrument.
El reconegut organista i orguener del convent de Sant Domingo de Palma fra Vicenç Pisà fou destinat al convent de Manacor com a mínim els anys 1641 i 1642, però no se sap si va fer feina amb l'orgue. Entre 1669 i 1670 se li va encarregar, aprofitant que era a Manacor, la reparació de l'orgue. D'altra banda, se sap que el seu ajudant Damià Caymari es va trobar al convent un dia de 1670.
En els llibres d'entrades i sortides del convent hi consten, els anys 1728 i 1760, reparacions de l'orgue. En el segon cas es podria tractar de Jordi Bosch, que en aquell moment era a Mallorca.
Segons una font dubtosa, el 1777 se li va afegir a l'instrument un registre de trompes i un de clarins. Més envant, el gener de 1793, el convent va vendre un orgue vell al santuari de Sant Salvador de Felanitx. El 7 d'agost de 1797 es va tornar a registrar una reparació de l'orgue.
El dia de cap d'any de 1798 es van pagar sis lliures a Gabriel Serra per tocar l'orgue amb motiu de la festivitat del nou any.
El 1811, aprofitant que hi havia un orguener al poble, li van encarregar que fes una manxa i un nou registre de clarins, entre altres feines. No van anotar el nom del mestre, però probablement era Gabriel Thomàs, l'únic orguener actiu a Mallorca en aquell moment.
Els anys 1873, 1875 i 1884 Julià Munar es va encarregar d'afinar i mantenir l'orgue de Sant Vicenç.
Gabriel Riera va començar a recaptar diners per a arreglar l'instrument l'any 1886, i consta que dos anys més tard s'hi van invertir més de 1.500 pessetes. El 19 d'agost d'aquell any se'n va fer una inauguració. Julià Munar fou l'encarregat de dur a terme aquesta reforma. Aquest va posar les bases d'un orgue nou aprofitant la façana i la cadireta de l'antic.
Als anys 30 del segle passat Mn. Mateu Bosch, que era rellotger i aficionat a l'orgueneria, va dirigir la col·locació del motor i una afinació completa per part de l'orguener Leocadio Galdós de la casa Amézua.
Gerhard Grenzing s'ha encarregat de restaurar l'instrument en dues etapes, tot i que falta encara restaurar la cadireta.
Els darrers anys s'ha celebrat al Convent de Sant Vicenç Ferrer un festival dedicat a la música per a orgue. Un dels objectius d'aquest festival és la recapta de donacions per a la restauració de l'instrument.

## Secrets

### Orgue major
L'orgue major segueix l'ordre cromàtic.
Els jocs de batalla estan col·locats a la testa:
- Comença al davant amb una tapa buida destinada als Nans 8'.
- Segon joc: clarí 15a. 2' a mà esquerra i chirimía 4' a mà dreta.
- Tercer joc: baixó 4' a mà esquerra i clarí segon 8' a mà dreta.
- Quart joc: trompeta batalla 8' a mà esquerra i clarí primer 8' a mà dreta.
- Cinquè joc: trompeta magna 16' de mà dreta.

Damunt el secret hi ha dues tapes buides.
- El següent joc és el flautat de 16'.
- Segueix amb el flautat 8' d'estany.
- Continua amb el flautat de fusta 8'.
- Llavors hi ha l'octava de 4'.
- Després ve la quinzena 2' a mà esquerra, que a mà dreta es converteix en dotzena 2 2/3'.
- A continuació hi ha el ple amb tres rengles a mà esquerra i quatre a mà dreta. Els tubs son nous; foren afegits a la darrera restauració.
- El darrer joc és l'anomenat "Tapadillo"; és una flauta cònica 4' de talla prou estreta.[1]

### Orgue d'ecos
- Primer joc: violó 8' amb tubs de fusta.
- Segon joc: flautat 8' amb tubs de fusta.
- Tercer joc: celeste 8'.
- Quart joc: veu humana 8'.
- Cinquè joc: fagot-oboe 8'.
- Sisè joc: trompeta real 8'.[1]

### Cadireta
- Primer joc: octava de 4' amb 19 tubs a la cara.
- Segon joc: bordó de 8' amb els 15 baixos postats al sostre.
- Tercer joc: tapadet de 4' amb la primera octava sense xemeneia.
- Quart joc: quinzena 2'.
- Cinquè joc: corneta a 2 rengles la mà esquerra i tres la mà dreta.
- Sisè joc: nasard 2 2/3' amb els 15 baixos de fusta tapats.
- Setè joc: clarí 8' de mà dreta. Va col·locat dins una arca d'ecos.[1]

## Dades tècniques
Els secrets de l'orgue major i l'orgue d'ecos formen un sol cos: les ventalloles de l'orgue major van situades al davant i les de l'orgue d'ecos a mitjan secret.
Els tiradors de la cadireta funcionen amb palanques: en tenen cinc al respatller i dues al seient de l'organista. Al costat de la cadireta hi queden set forats a dos nivells que evidencien l'existència anterior de tiradors laterals.
La cadireta va esser ampliada en alçada, fins i tot el banc, i en amplada per a instal·lar-hi el bordó de 8' i l'arca d'ecos.
La major part dels tubs de la cadireta provenen de l'orgue antic.